# Michaël Cordier
Michaël Cordier (Lobbes, 27 marzo 1984) è un ex calciatore belga, di ruolo portiere.

## Palmarès

### Club

#### Competizioni nazionali
- Campionato belga: 1

Anderlecht: 2011-2012
- Supercoppa del Belgio: 1

Anderlecht: 2010
- Tweede klasse: 1

Westerlo: 2013-2014